# ’t Elze

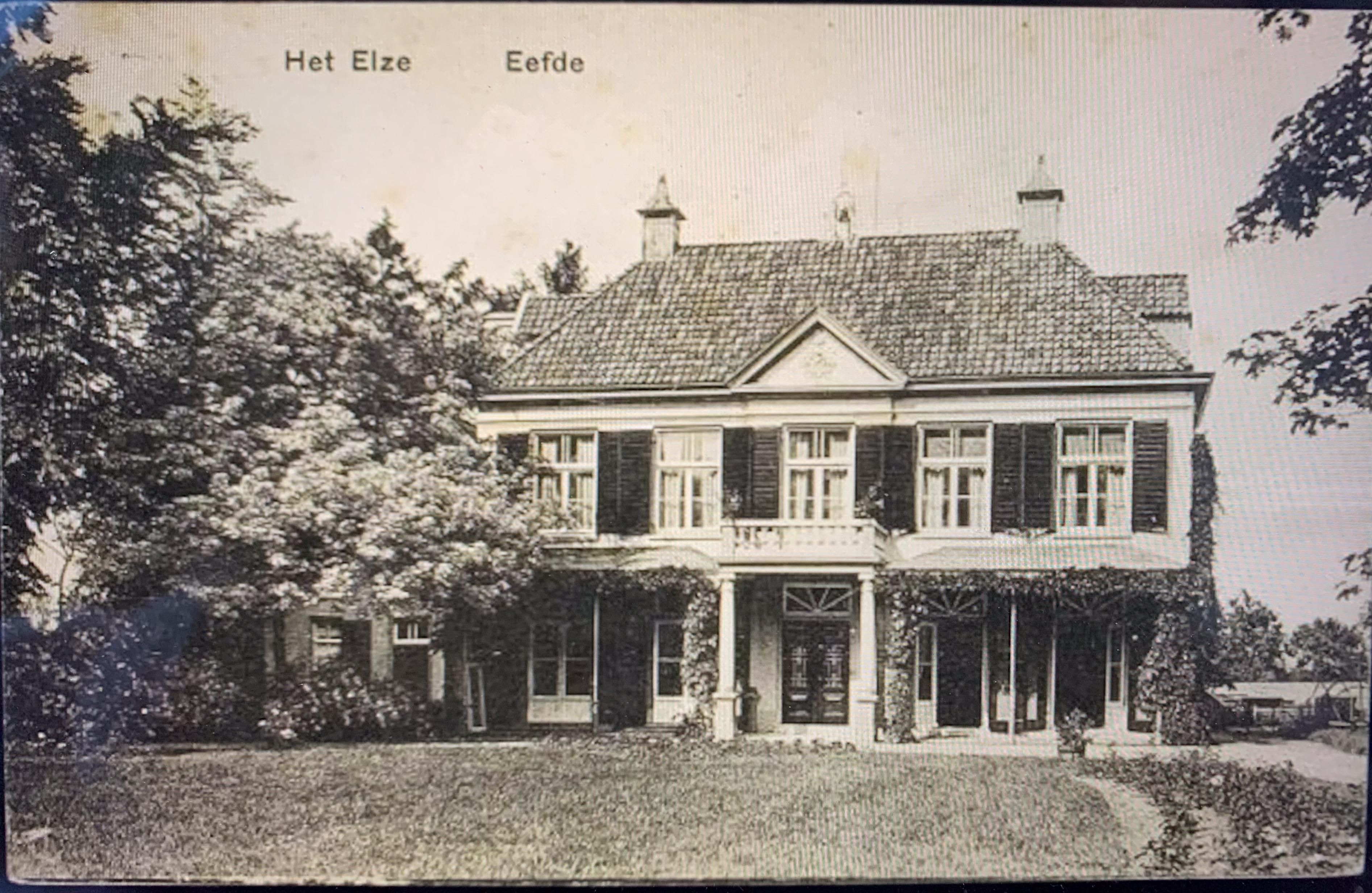
het Elze ca. 1940

't Elze was een landgoed in Eefde dat lag aan de kruising van de Elzerdijk en Wagenvoortsdijk. Het huis is in 1945 afgebrand doordat het werd getroffen door een verdwaalde V1-raket (mogelijk gelanceerd van een van de lanceerbanen verscholen in de bossen bij Joppe). 
Sindsdien is er alleen een poort waar eerder de deur stond om het landgoed te herdenken, een verwaarloosde tennisbaan, een bruggetje, en een vijver. Het huis stond aan de rand van een bos.